# Злочин у Кисилині

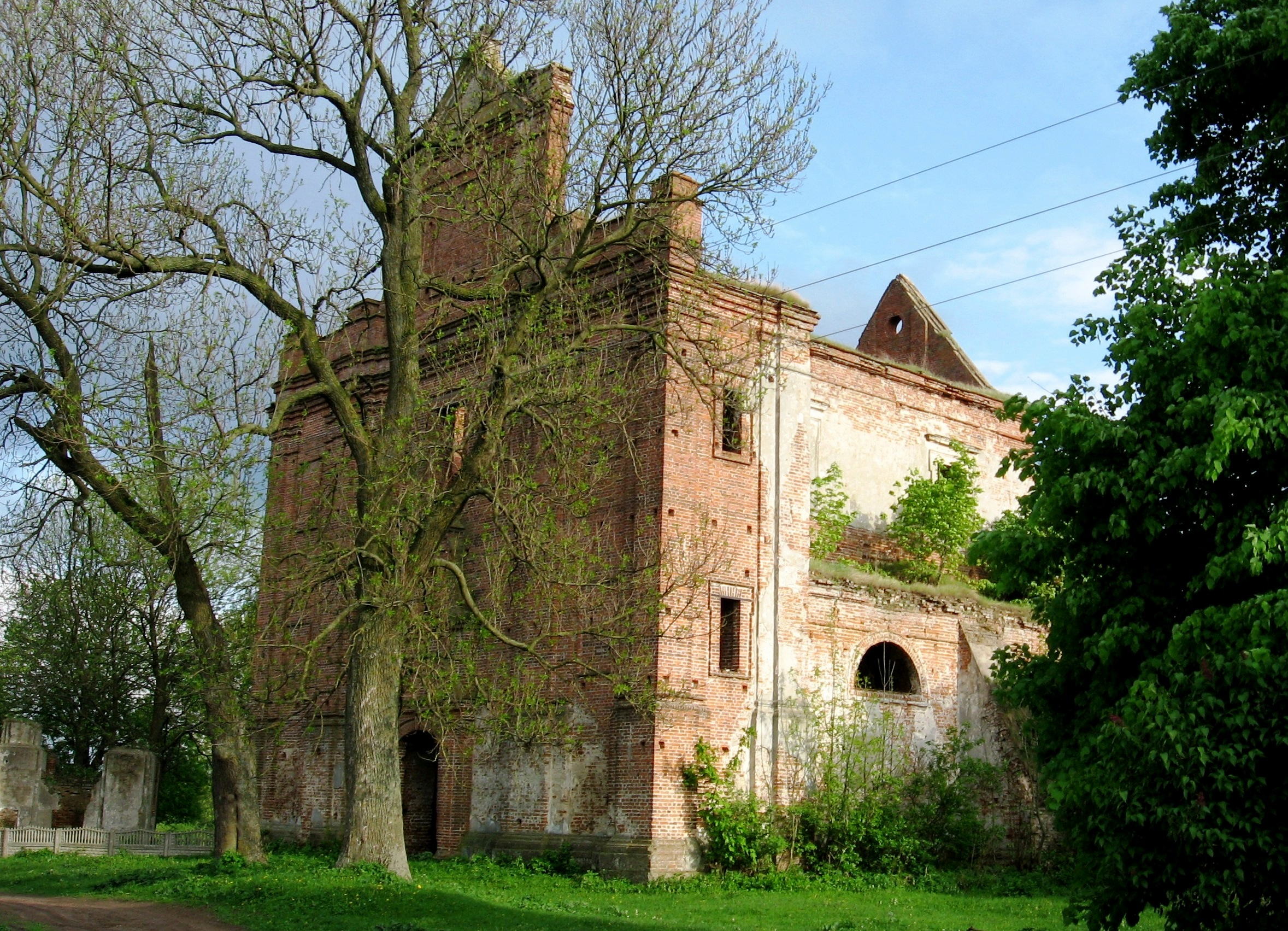
Руїни костелу, де сталося вбивство

Злочин у Кисилині (пол. Zbrodnia w Kisielinie, англ. Kisielin massacre)  — вбивство польських вірян, яке відбулося 1943 року в українському волинському селі Кисилин (до 1940 року — містечко, нині — у складі Волинської області, Україна), яке з літа 1941 року входило до складу Горохівської округи генеральної округи Волинь-Поділля Райхскомісаріату Україна, підконтрольного Третьому Рейху (перед цим перебувало в складі Української Народної Республіки, потім  — Другої Польської Республіки та СРСР).

## Історичне тло
Українська Волинь увійшла до складу української держави — Української Народної Республіки. Після підписання у квітні 1920 року Договору Пілсудський — Петлюра (Варшавського договору) між Польщею й УНР (з української сторони його розробляли за безпосередньої участі С. Петлюри, перед яким стояла дилема: або втратити все, або пожертвувати частиною і через союз з Польщею вибороти для України незалежність, отримати підтримку держав Антанти та об'єднати сили УНР та Польщі для боротьби проти головної загрози — більшовицької експансії) українсько-польський кордон встановлювався по річці Збруч і далі по Прип'яті до її гирла. Так частина Волині опинилась під контролем поляків.

## Хід подій
У неділю, 11 липня 1943 року, підрозділи Української Повстанської Армії (УПА) за участі деяких місцевих українських селян оточили поляків, що зібралися на церемонію в місцевій римо-католицькій церкві (костелі). За деякими свідченнями полякам (серед яких були чоловіки, жінки та діти) було наказано зняти одяг. Вони були вбиті з кулемета, поранених добивали із застосуванням такої зброї, як сокири та ножі. Однак за іншими свідченнями, вбитих із кулемета ніхто не роздягав, більшість убитих були жінками. За польськими припущеннями загинуло від 60 до 90 осіб, однак за свідченнями односельців, які тоді проживали в Кисилині, кількість жертв становить не більше ніж 30. Ті, хто вижив (близько 200 осіб за різною інформацією), втекли до пресвітерії й барикадувалися там протягом одинадцяти годин. За твердженням українського історика Івана Пущука, серед них могли бути бійці польської Армії Крайової. Після відходу вояків УПА місцеві українські селяни винесли тіла поляків із костелу й поховали їх.
Бійня в Кисилині була частиною хвилі українсько-польського конфлікту на Волині. Серед тих, хто залишився в живих, були батьки польського композитора Кшесимира Дембського, який на початку 2000-х супроводжував матір до Кисилина. Його поїздка була показана у фільмі 2003 р. Агнешки Арнольд Oczyszczenie (Cleansing).
Розправа була темою польського історичного документального фільму 2009 р. «Було собі містечко» (пол. Było sobie miasteczko…) виробництва Адам Крук для TVP. Фільм розповідає про трагічні спогади поляків-католиків родом із Кисилина, а також українських селян.

## Галерея

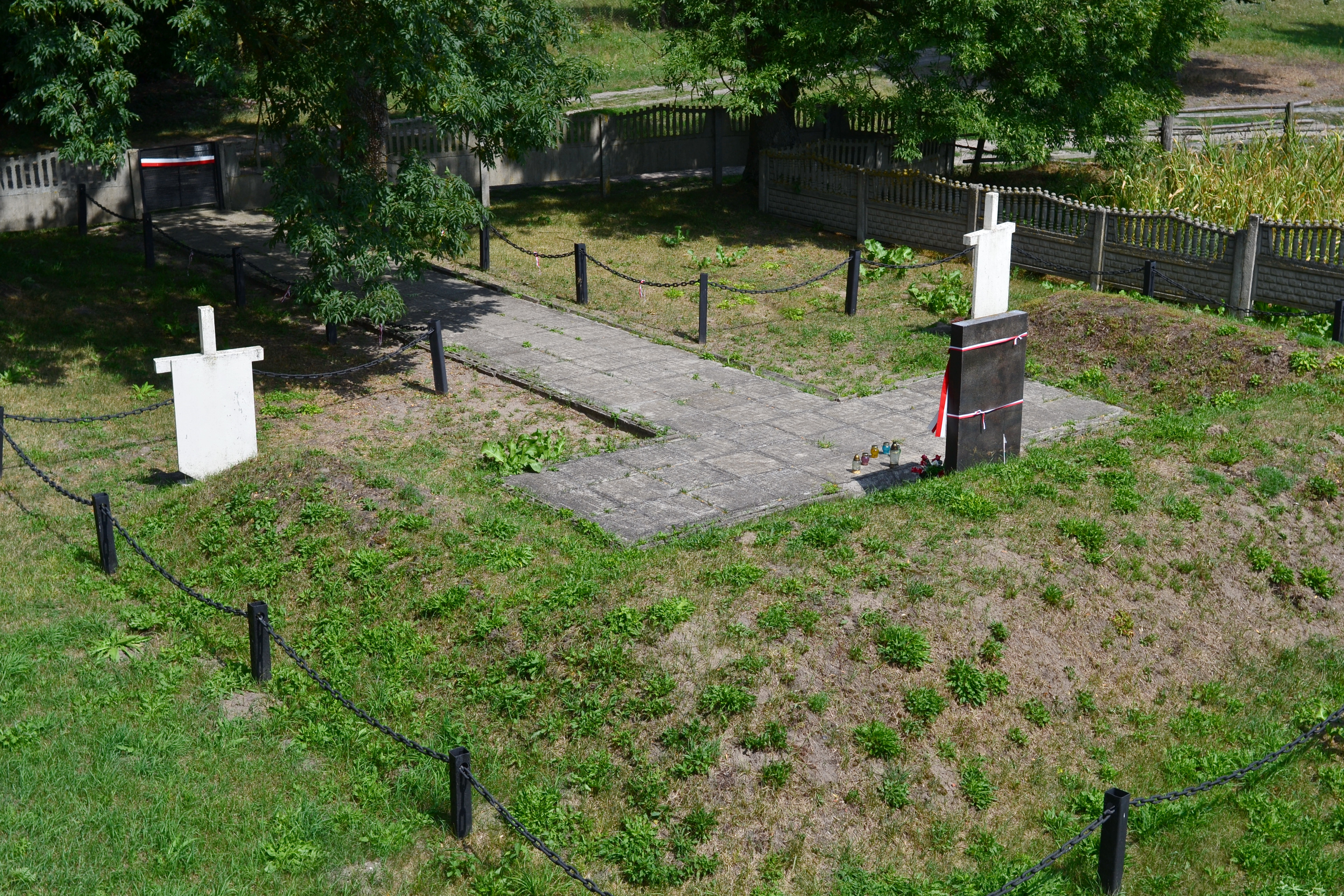
Братська могила  поляків - загальний вигляд з костелу
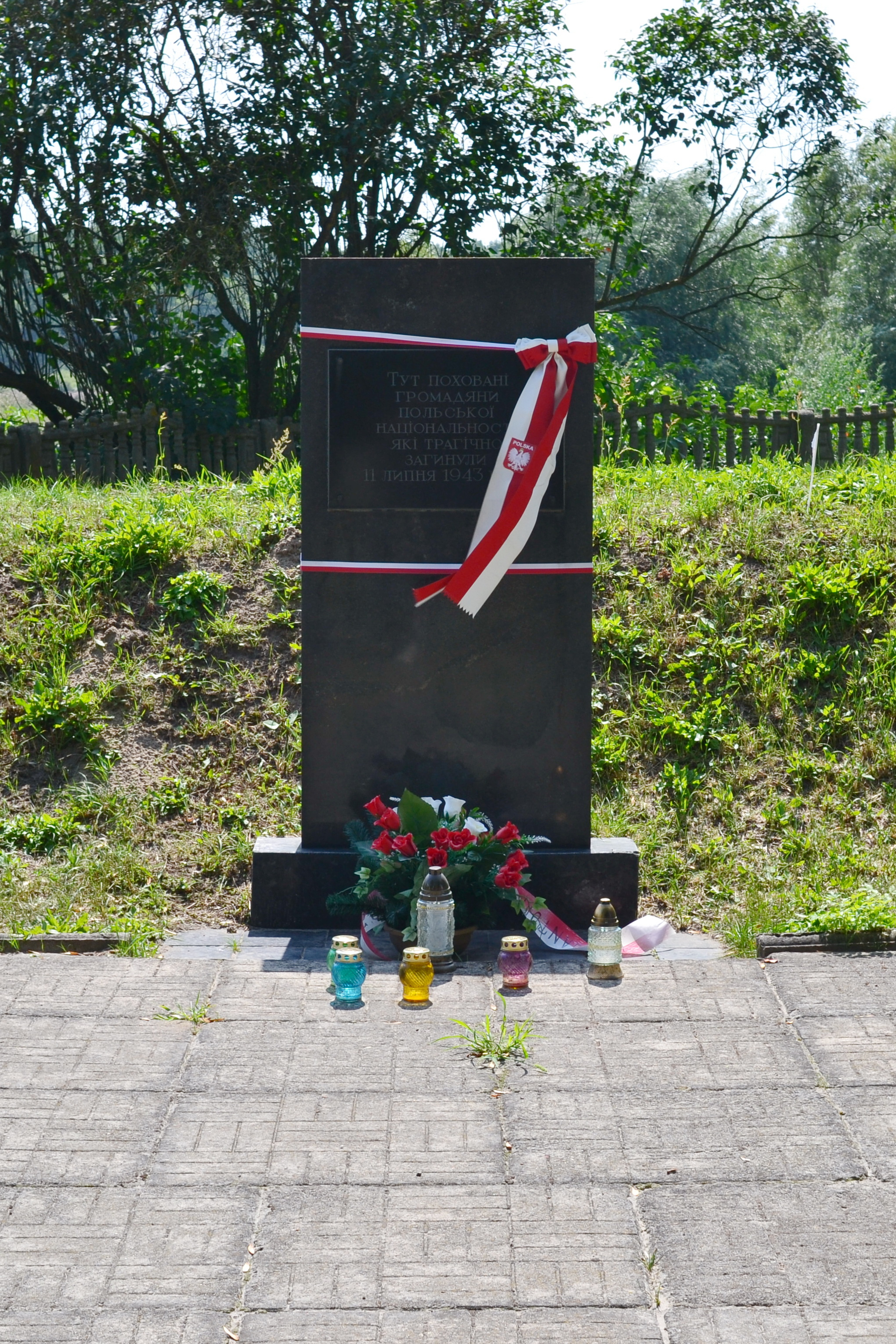
Братська могила  поляків - центральна плита
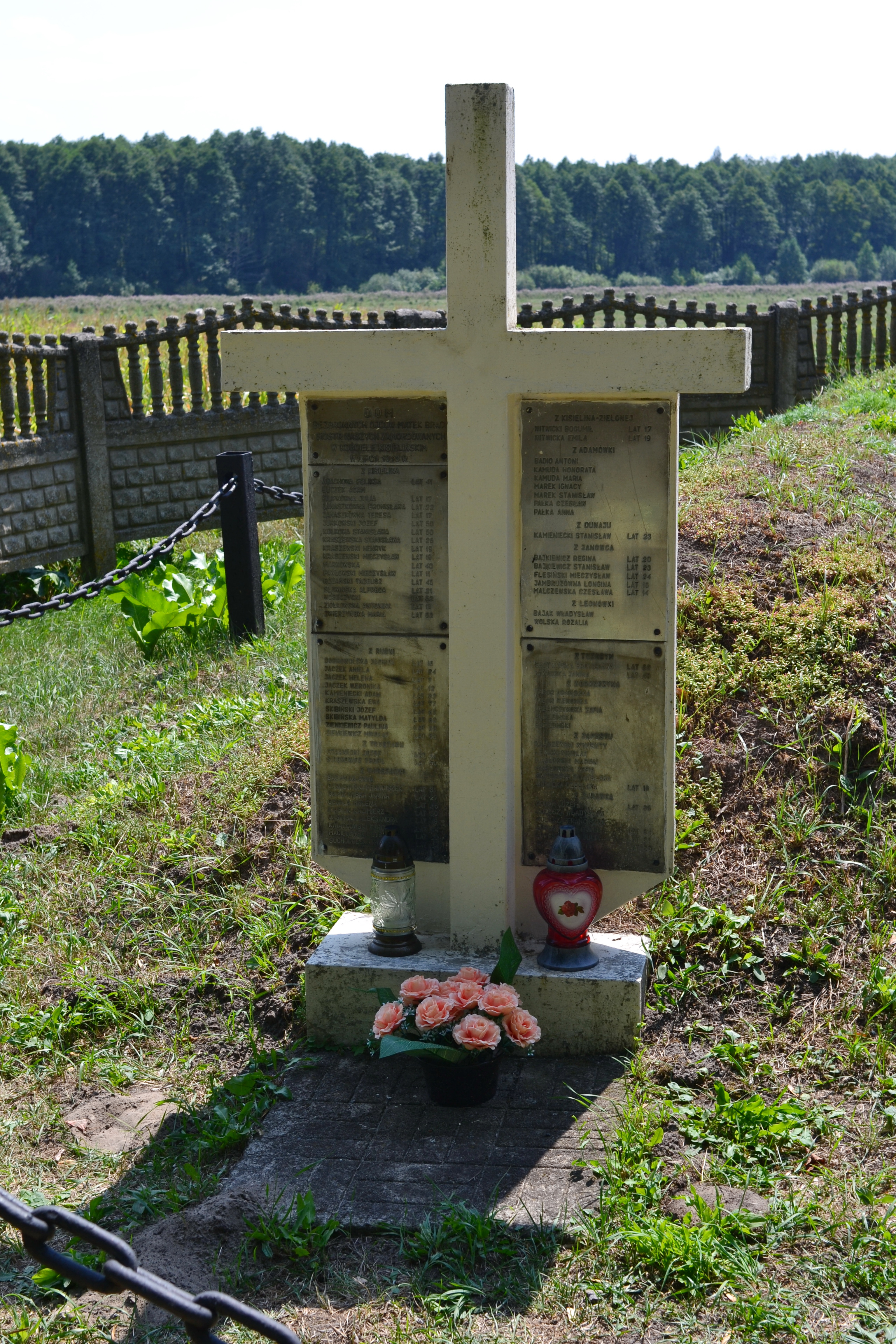
Братська могила  поляків - хрест ліворуч
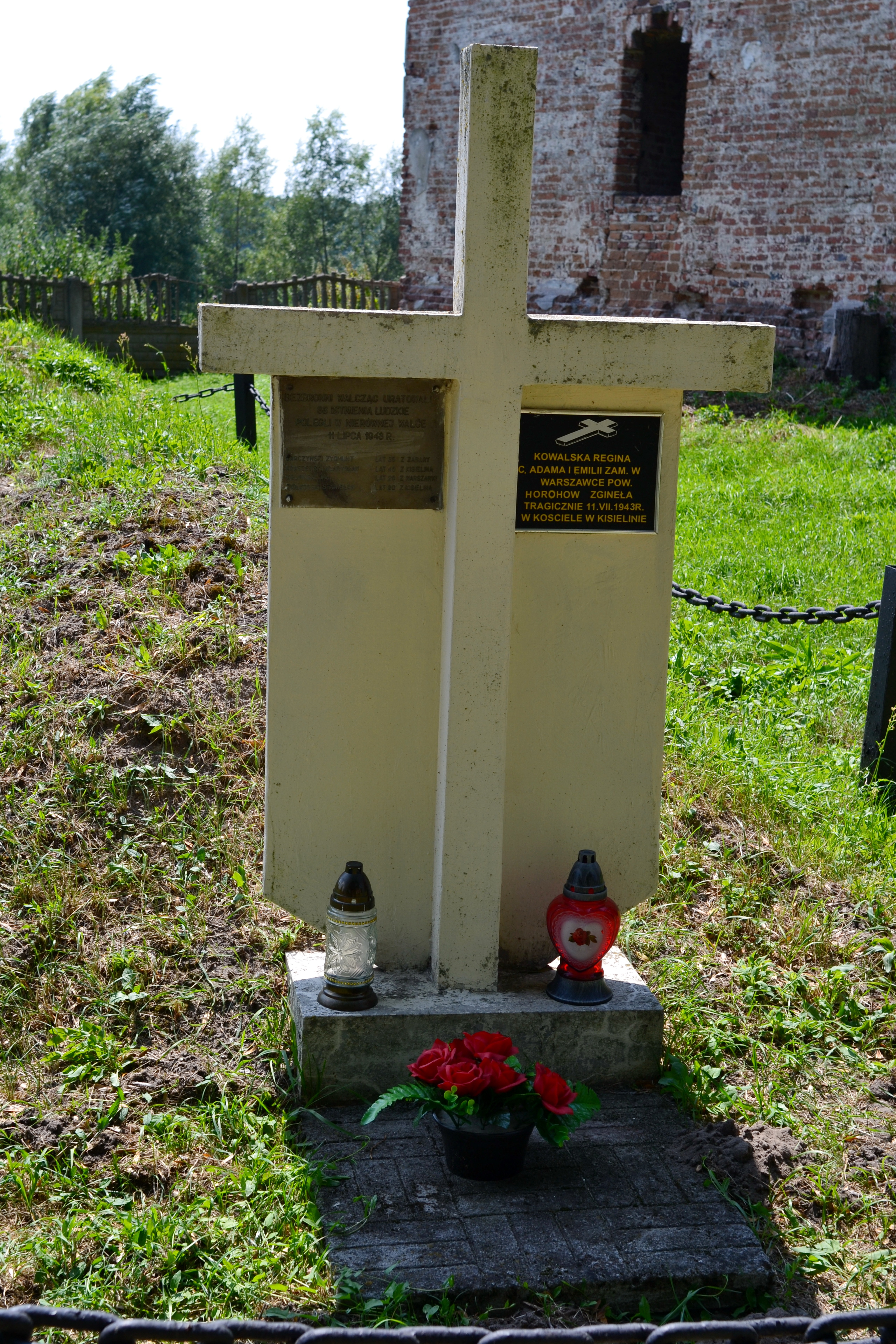
Братська могила  поляків - хрест праворуч